# Бурмеч, Василий Васильевич
Васи́лий Васи́льевич Бу́рмеч (укр. Василь Васильович Бурмеч; 9 марта 1989) — украинский военнослужащий, младший сержант, участник российско-украинской войны. Герой Украины (2023).

## Биография
Родился 9 марта 1989 года. Происходит из многодетной семьи, в которой четверо братьев и одна сестра. В интервью он с юмором отметил, что в анкете написал: «стреляю как боженька».

## Награды
- Звание «Герой Украины» с вручением ордена «Золотая Звезда» (23 августа 2023) — за личное мужество и героизм, проявленные в защите государственного суверенитета и территориальной целостности Украины, верность военной присяге[1].
- Орден «За мужество» I степени (2 мая 2024) — за личное мужество и самоотверженные действия, проявленные в защите государственного суверенитета и территориальной целостности Украины, верность военной присяге, образцовое исполнение служебного долга[2].
- Орден «За мужество» II степени (6 апреля 2022) — за личное мужество и самоотверженные действия, проявленные в защите государственного суверенитета и территориальной целостности Украины[3].
- Орден «За мужество» III степени (7 июня 2021) — за личное мужество и самоотверженные действия, проявленные в защите государственного суверенитета и территориальной целостности Украины, верность военной присяге[4].